# Dounia Ourisson
Pour les articles homonymes, voir Ourisson.
Dounia Ourisson (de son premier nom de femme puis Dunia Wassestrom, née Zlata Dunia Feldblum), est une survivante de la Shoah, dont le témoignage a plusieurs fois été repris dans des ouvrages sur la Shoah ou demandé dans des procès.  

## Biographie
Zlata Dunia Feldblum naît à Jitomir en Ukraine le 18 janvier 1910 et grandit à Paris.
Elle est arrêtée en mars 1942 à Poitiers avec son premier mari Ariel Ourisson puis internée au camp de concentration d'Auschwitz, au bureau d'état civil, avec, entre autres, Raya Kagan. Son numéro de tatouage est le 10308. Elle travaille comme interprète sous les ordres de Hans Andreas et Wilhelm Boger car elle parle le russe, l'ukrainien, le polonais, l'allemand et le français. 
Elle ne participe pas à la marche de la mort, reste au camp d'Auschwitz et est libérée par l'Armée rouge le 18 janvier 1945.
Elle retourne à Paris, se remarie avec Severin Wasserstrom et ils émigrent au Mexique.  
Durant le procès d'Auschwitz en 1964 à Francfort, elle est témoin de l'accusation. 
Après guerre, elle écrit plusieurs livres sur la Shoah.
Elle a été faite chevalier de l'Ordre national du Mérite, par François Mitterrand. 
Elle est décédée le 1er octobre 1991 à Mexico.

## Ouvrages
- Les Secrets du Bureau Politique d'Auschwitz, Paris, 1946[3]
- Déportation tragédie, Paris, 1954
- Auschwitz, Hambourg, 1962
- L'Holocauste, Mexique, 1963
- A Tale of One January,Londres, 1966
- Neverland, Mexique, 1975